# (6749) Ireentje
(6749) Ireentje est un astéroïde de la ceinture principale.

## Description
(6749) Ireentje est un astéroïde de la ceinture principale. Il fut découvert le 17 octobre 1960 à l'Observatoire Palomar par Cornelis Johannes van Houten, Ingrid van Houten-Groeneveld et Tom Gehrels. Il présente une orbite caractérisée par un demi-grand axe de 2,68 UA, une excentricité de 0,25 et une inclinaison de 8,3° par rapport à l'écliptique.

## Compléments